# Pitch (fiction)
Pour les articles homonymes, voir Pitch.
Un pitch (anglicisme), ou un abrégé (notamment au Québec), est la synthèse d'un récit, d'une œuvre, à travers une phrase ou un court paragraphe synthétique.
C'est l'argument, le ressort dramatique, ou encore l'accroche servant à présenter son projet et à vendre un script. Le pitch doit donc être une accroche courte et efficace du projet, afin d'inciter le producteur à proposer un rendez-vous à l'auteur ou à signer rapidement une option afin de bloquer les droits du projet.
Les utilisateurs du terme anglais distinguent le tagline pitch, qui est un slogan intrigant souvent utilisé pour la promotion des œuvres sur les affiches des films, du one line pitch, plus souvent appelé logline (en), qui est le résumé du conflit principal ou du sujet de l'histoire en une phrase.
Aux États-Unis, le principe du "pitch", développé selon la « grande idée » inventée par le producteur américain Don Simpson (le succès d'un blockbuster, repose sur un pitch  d'une ou deux phrases), a été fortement critiqué par Peter Watkins, qui considère cette pratique comme en partie responsable de la crise des médias et de la standardisation des œuvres audiovisuelles,. Ces critiques ont été partiellement reprises dans le rapport du Club des 13 en 2008.
Les promoteurs du pitch, quant à eux, font valoir que ce principe s'applique à tous les récits bien construits, que ce soit une pièce de théâtre comme La Vie de Galilée de Bertolt Brecht, un manga comme Quartier lointain de Jirō Taniguchi ou un film comme Le Pigeon réalisé par Mario Monicelli. Il s'agit simplement de pouvoir brosser rapidement un portrait de son projet.

## Contenu
Un pitch raconte l'histoire à partir du début du scénario. Toutefois, dans le cadre de récits déconstruits ou contenant de multiples trames, le pitch est obligatoirement simplifié pour une meilleure compréhension, même si c'est au détriment de la fidélité au scénario. Il peut alors présenter une chronologie différente, ignorer certaines trames ou encore faire l'impasse sur certains personnages.
Un pitch  commence par l'exposition de la situation de départ et des personnages (set-up), se poursuit par l'incident déclencheur (inciting event) qui induit un biais dans la vie des personnages, induisant de nouveaux objectifs et des enjeux. La suite du pitch   aborde la stratégie envisagée par les personnages ou les événements qui découlent de ces changements, jusqu'au premier revers de fortune majeur.
Le scénariste livre très rarement la fin du récit afin de ne pas annihiler l'effet de suspens et d'envie escompté.

## Une méthode d'écriture
Un pitch  est aussi employé comme méthode d'écriture : à partir de l'idée synthétisée en une logline, le scénariste développe un court synopsis en quelques phrases, puis en quelques paragraphes jusqu'à obtenir un synopsis de plusieurs pages.
Cette méthode, appelée « flocon de neige » ou « fractale » permet de structurer son récit sans perdre la dynamique du conflit central.

## Exemples

### Exemples detagline pitch
- La Guerre des étoiles : « A long time ago, in a galaxy far far away » (il y a longtemps, dans une galaxie extrêmement lointaine)
- Alien : « Dans l'espace, personne ne vous entend crier »
- Mme Doubtfire : « Jamais un père n'avait été si proche de ses enfants »
- Les Dents de la mer 2 : « Juste au moment où vous pensiez pouvoir retourner dans l'eau en toute sécurité »

### Exemples delogline
- Hamlet : « Un jeune prince se bat contre ses propres doutes pour venger son père. »
- Cyrano de Bergerac : « Un militaire plein de panache et de poésie mais complexé par une tare physique essaie de séduire une précieuse par bellâtre interposé. »
- La Vie de Galilée : « Un scientifique affronte l’intolérance et l’obscurantisme de son époque pour faire valoir ses théories révolutionnaires. »
- Quartier lointain : « Un homme de 49 ans, transporté dans la peau de l’adolescent qu’il était à 14 ans, fait tout pour empêcher son père de quitter sa famille. »
- Le Pigeon : « Un groupe de paumés maladroits organise un cambriolage. »